# Gratte-ciel (Villeurbanne)
Pour les articles homonymes, voir Gratte-ciel (homonymie).
Les Gratte-Ciel de Villeurbanne sont un ensemble architectural situé dans la commune de Villeurbanne (limitrophe de Lyon), construit de 1927 à 1934. Il représente un cas d’espèce en tant que gratte-ciel à usage d’habitat social et de cité ouvrière constitutive d’un nouveau centre-ville. Les gratte-ciel à gradins, modernistes, sont inspirés par diverses influences, européennes et nord-américaine,. Ce sont les premiers gratte-ciel construits en France.
Ce site est desservi par la station de métro Gratte-Ciel.

## Histoire
(juillet 2022).

### Contexte
Village voisin de Lyon côté Dauphiné en 1790, la commune de Villeurbanne voit sa population fortement augmenter avec la révolution industrielle ; sa croissance démographique provient alors de la délocalisation d’activités économiques de Lyon. Sa population passe alors à 5 000 habitants en 1856, puis à 42 000 habitants en 1911 et atteint 82 000 habitants en 1931.
Pour résoudre de façon associative les problèmes de logement de la population qui augmentent très rapidement dans la ville, la municipalité aide les habitations à bon marché, et le « Cottage social ». Le quartier le plus important de la commune de Villeurbanne à l'époque de la décision est situé autour de la place Grandclément aménagée en 1835, et il est excentré au sud de la commune. Le bâtiment de mairie est alors un imposant immeuble bourgeois.
Dans ce contexte, Villeurbanne manifeste une volonté d’affirmer une identité propre, s’appuyant sur ses activités économiques et sa population d'origine nationale et étrangère. La ville se présente au début de siècle sous la forme de regroupement d’habitats constitués en majeure partie d'une manière sauvage autour d’usines modernes relocalisées sur des terrains agricoles. Cet ensemble d’îlots est relié par des chemins et non des rues :
- 1925 : 6 km de voies pavées ;
- 1933 : 66 km de voies goudronnées (au moment du projet d'urbanisme).

Ses besoins urbains sont clairement établis dans le deuxième quart du XXe siècle.
La commune de Lyon ayant annexé plusieurs des communes avoisinantes au moment de la constitution des arrondissements, structure qui déporte une partie importante des pouvoirs du maire d'arrondissement au maire d'agglomération, Villeurbanne trouve une occasion de s’affranchir de ce risque d'annexion par la construction de ce nouveau centre-ville. Car après la redéfinition en 1852 des limites départementales du Rhône et de l’Isère, la ville de Lyon avait maintenu ses prérogatives (notamment par l'annexion du terrain du parc de la Tête d’or situé sur le territoire communal de Villeurbanne).

### Modalité du projet (commande, acquisition foncière, architecte, structure financière)
La construction du quartier des Gratte-Ciel à Villeurbanne est demandée par le maire Lazare Goujon élu en 1924, un médecin qui succède à Jules Grandclément, autre médecin. Le maire souhaite construire un vrai centre symbolique de Villeurbanne pour sa population, un centre moderne et hygiénique. Aussi il convient de montrer que Villeurbanne n’est pas Lyon, qu’elle est une commune indépendante,.
En 1925 un an après son élection, Lazare Goujon, obtient le don d’environ 20 000 m2 de terrains (dans le même esprit que ce qui est fait pour les Hospices civils de Lyon), puis en acquiert 30 000 autres, dans des conditions avantageuses. Ceci permet l’aménagement d’un nouveau centre.

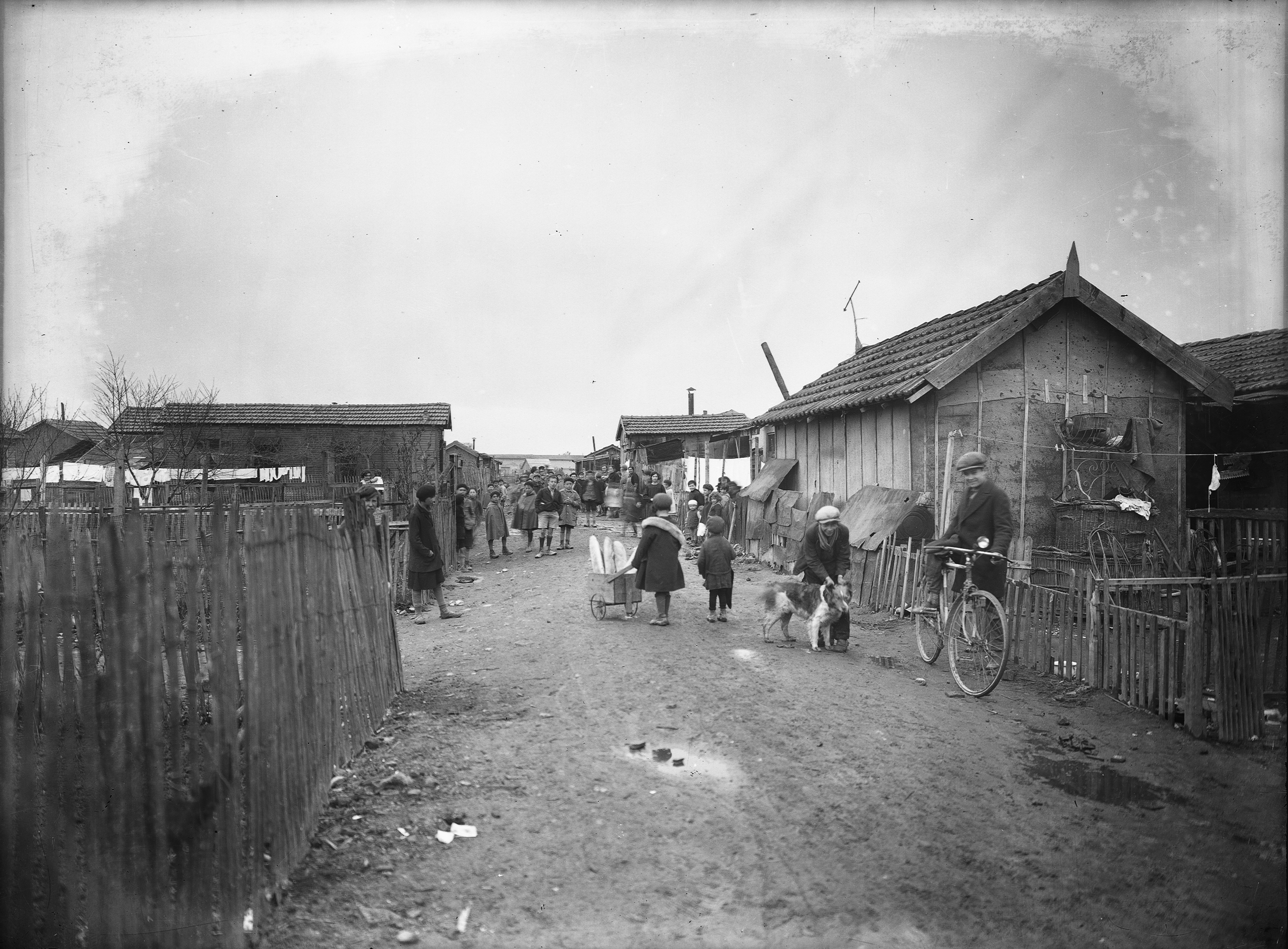
Photographie d'un quartier précaire de Villeurbanne avant la réalisation du projet des Gratte-Ciel, Studio Jules Sylvestre

En 1926, un plan général d’extension et d’embellissement est demandé par Lazare Goujon, plan qui prévoit la création d'un nouveau centre ville
Un concours pour la construction du Palais du travail est lancé entre la fin de l'année 1927 et mars 1928 pour choisir l'architecte du projet. Il est remporté le 30 mars 1928 par Môrice Leroux, un inconnu dans la région lyonnaise, il est autodidacte et son architecture est d’avant-garde. C'est le tout premier sujet de concours de Môrice Leroux. Il s’inspire des expériences d’urbanisme avancé présentes dans d’autres villes et fait une œuvre originale. L’architecte Tony Garnier qui représente l’École lyonnaise d’architecture (mouvement d’avant-garde plutôt théorique) fait partie du jury. Pour des raisons d’image de marque, la municipalité choisit l’architecte Robert Giroud, prix de Rome 1922, un disciple de Tony Garnier, pour le concours en 1930 portant sur l’hôtel de ville, qui est bâti entre 1930 et 1934. La construction des immeubles de logements est lancée sans concours. Conçus entre 1929 et 1931, ils sont réalisés entre le 15 juin 1931 et 1936,. Le premier immeuble est finalisé en septembre 1932.

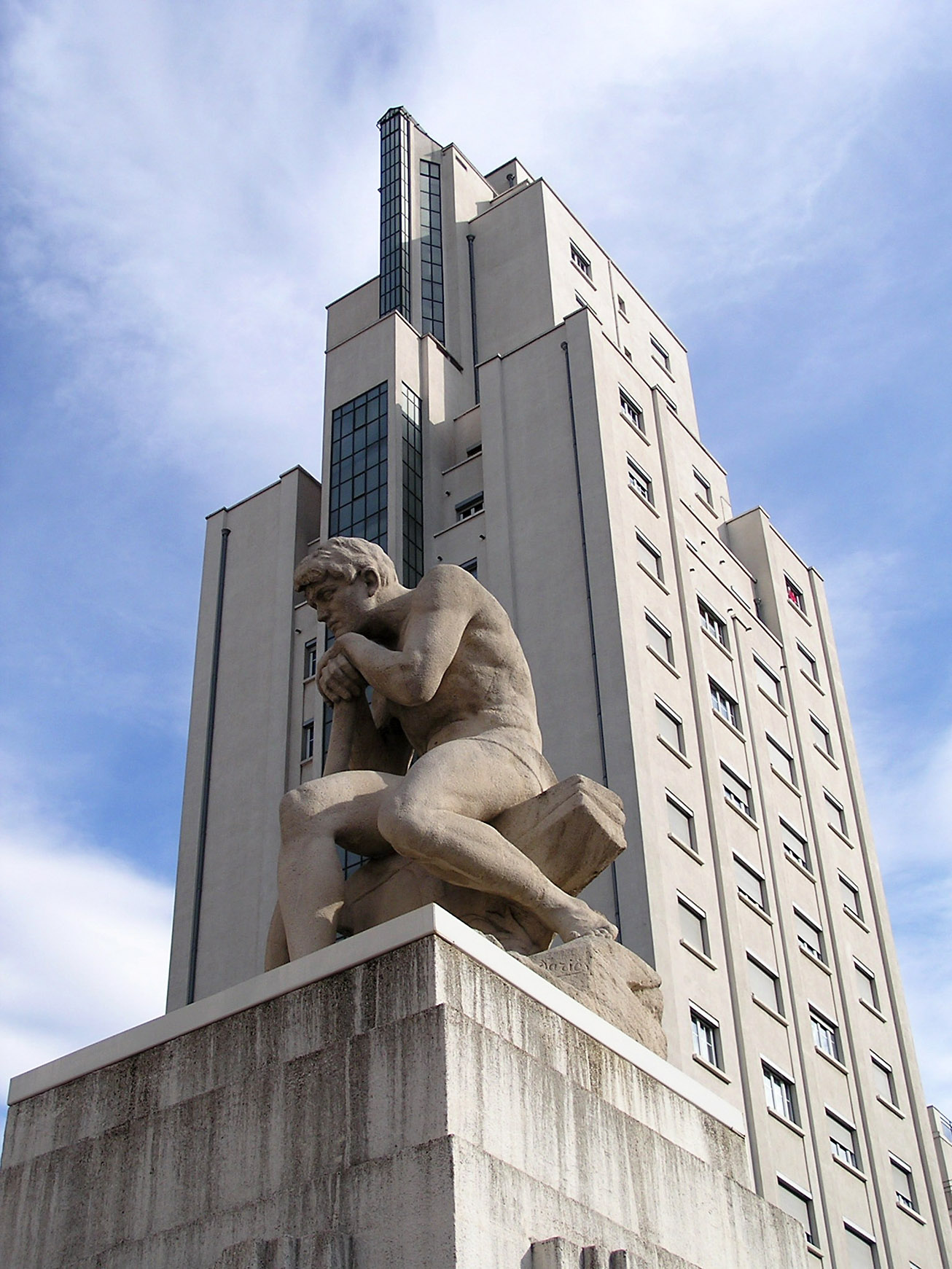
Le Répit de l’agriculteur, œuvre de Jules Pendariès.

L’opération de construction est rendue publique avec sa souscription de capital en 1927, elle est particulièrement suivie par les journaux. Des cartes postales sont éditées. Une loterie est faite dont le plus étonnant est que le plus important des prix à gagner soit une « villa individuelle ». Le financement de l’opération est poursuivi à partir de 1931 par la création de la Société villeurbannaise d’urbanisme avec un capital partagé essentiellement entre la municipalité et des entrepreneurs de bâtiment de Villeurbanne et de Lyon. La Société villeurbannaise d’urbanisme est l’une des premières sociétés d'économie mixte définies par la loi récente. Son action vis-à-vis de la municipalité est de servir comme garantie et d’apporter des fonds par emprunts (ce qui diffère d’un financement opéré par un promoteur immobilier qui est alors la norme).

### Composition du programme
Le central téléphonique est le premier bâtiment du projet à être construit le 29 décembre 1929.
La construction de l'ensemble du programme débute en 1927, pour s'achever en 1934. Il est composé des immeubles d'habitation en quatre groupes (initialement) d'immeubles à terrasses, de l'hôtel de ville qui ferme en définitive l'avenue, du palais du Travail (hygiène et culture pour le peuple), d'un central téléphonique, d'une centrale de chauffage urbain et industriel. La perspective de l'avenue donne finalement sur l'hôtel de ville et son perron.

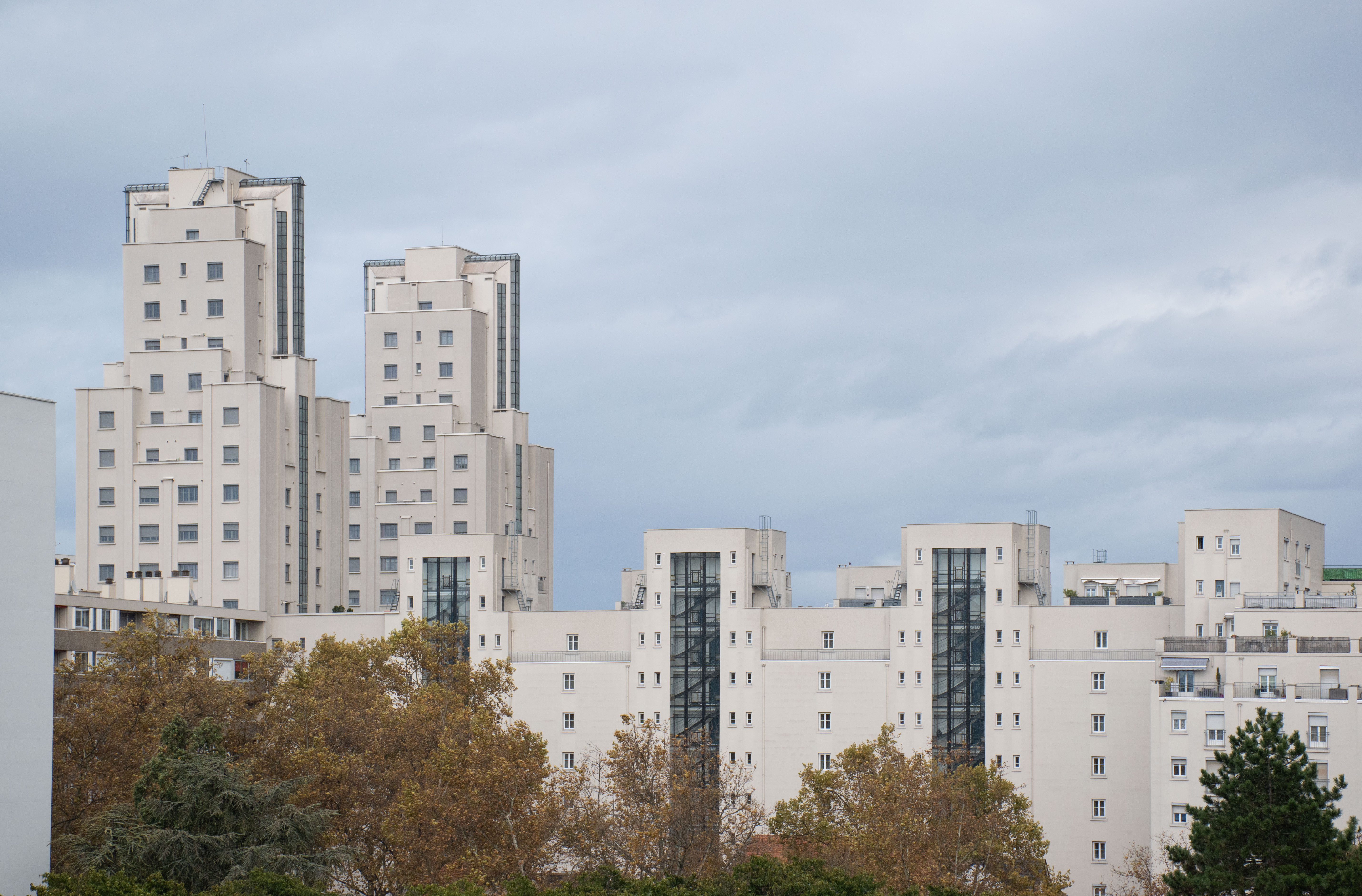
Ensemble d'immeubles des Gratte-Ciel.

Le palais du Travail comporte un dispensaire, des douches, une piscine, des salles de réunion, un théâtre. La première pierre avait été posée le 20 mai 1928 par Albert Thomas. Le palais se substitue aux bains-douches initialement prévus. Le dispensaire est la première partie construite de tout l'ensemble bâtiments publics et habitations, elle ouvre en janvier 1932, avant le reste. C'est un corps indépendant formant une aile du bâtiment qui au départ est une construction associative. La loterie et la vente de timbres a permis de trouver une partie des fonds nécessaires. La structure pour le corps principal du Palais abritant le théâtre et la piscine qui est dessous est en béton armé.
L'ensemble des immeubles d'habitation est à structure constructive métallique et remplissage en briques alvéolaires (ce n'est en fait pas le premier système de ce type dans la grande agglomération). Les gradins permettent de respecter le règlement municipal concernant les hauteurs d'immeubles. Seulement trois des groupes sont réalisés en définitive :
- sur l’avenue Henri-Barbusse, côté ouest qui se termine sur le central téléphonique ;
- avenue Henri-Barbusse, sur le côté est ;
- sur la place au côté ouest.

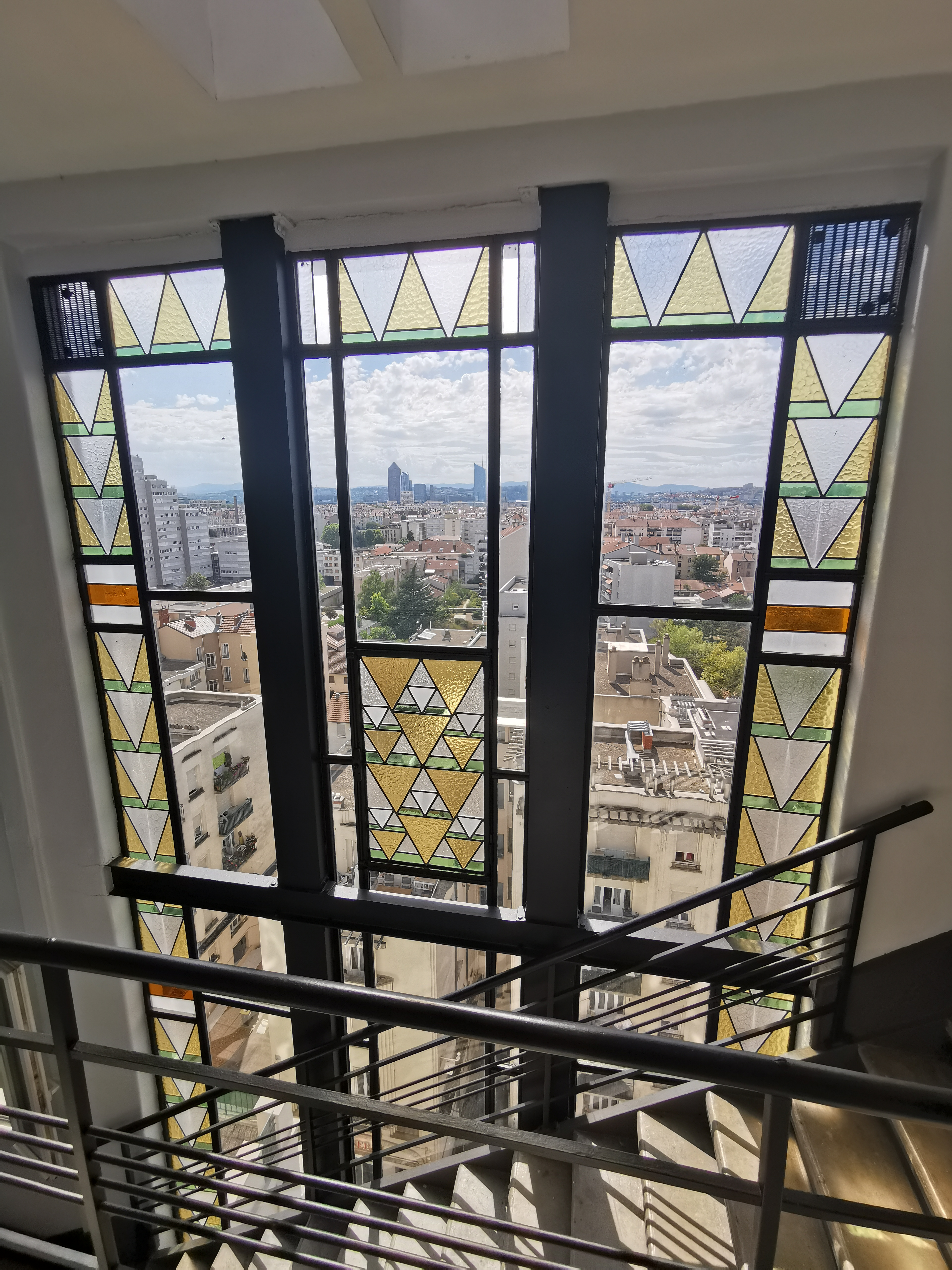
La vue du 9e étage au 28 avenue Henri-Barbusse.

Les habitations comprennent les deux tours de 19 étages dernières construites et trois groupes d'immeubles d'habitation, des barres de 9 à 11 étages découpées en redans (gradins) leur donnant des formes de tours accolées. Les immeubles ne sont pas formulés comme des ilots, mais fournissent une façade continue. Les circulations intérieures sont très soignées et monumentales, les corps des escaliers sont mis en valeur par des verrières selon la tendance moderne affirmée à l'époque. Les cheminées, contrairement aux autres édifices de l'époque ne sont plus indispensables et leur élimination permet d'utiliser pleinement la structure (facilité identique au chauffage électrique dans les immeubles ultérieurs).
La centrale de chauffage rue Verlaine est une des premières de France à brûler des ordures, celles des habitations, elle est mise en service en 1932. Elle dispose de circuits distincts chauffage urbain et chauffage industriel. Elle produit du mâchefer qui est utilisé dans la construction.
L'hôtel de Ville prévu sur le plan général de Môrice Leroux est conçu par Robert Giroud lauréat  du concours. À l’origine, le projet devait réaliser la transition entre la place et l’avenue Barbusse par un portique, mais celui-ci est modifié par la municipalité et remplacé par un escalier. L’édifice arbore un beffroi surmontant la façade nord de ses 65 mètres de hauteur. Ce signal ne manquera pas d’être critiqué par certains[Qui ?] qui y voient une allusion ostensible au style monumental qui est prôné en Union soviétique à cette même période. Les deux façades longitudinales affirment la structure porteuse externe constituée de piliers cannelés. Robert Giroud semble faire siennes les vues architecturales de Môrice Leroux à travers cette colonnade monumentale qui rappelle la façade prévue pour le Stadium où les deux architectes étaient associés).
La façade arrière de l'hôtel de ville donne sur une place dont le Palais du Travail est le pendant. Les deux autres côtés de la place prolongent les avenues bordées d’immeubles d’habitation. Elle comporte deux vastes bassins dont l’un a initialement servi de piscine découverte ainsi qu’une pergola en béton dans le style qu’affectionnait Tony Garnier.
La zone est découpée par la rue Anatole-France, qui n'est pas perpendiculaire à l’axe de développement qu’est l’avenue Henri-Barbusse ; aussi les immeubles de configuration très semblable ne sont-ils pas  strictement identiques, mais suivent une continuité homogène.
L’entrée nord de ce quartier est ornée d’une sculpture de Pendariès, le Répit de l’agriculteur connue sous le raccourci de Répit. Le maire Lazare Goujon avait remarqué une œuvre de cet artiste à Paris dont il souhaita installer une copie pour sa ville. La pièce, plus grande que l’original, est installée en 1932, avant l’achèvement des travaux.
La construction a été particulièrement médiatisée. L’inauguration, le 10 juin 1934[réf. nécessaire], du centre-ville de Villeurbanne se fait en présence du maire de Lyon Édouard Herriot, un radical-socialiste.
La cité connut des difficultés pour être achevée puis pour être occupée par les habitants, avant la Seconde Guerre mondiale : la construction qui donne le vertige par la hauteur en dissuade beaucoup, l'expression « cage à lapins » est déjà utilisée par les détracteurs, bien que le zonage ici, le rapport entre équipements, commerces, et habitat ne soit pas celui des théories des CIAM qui prônent le concept de séparation fonctionnelle dans l'espace.

### Le quartier après sa construction

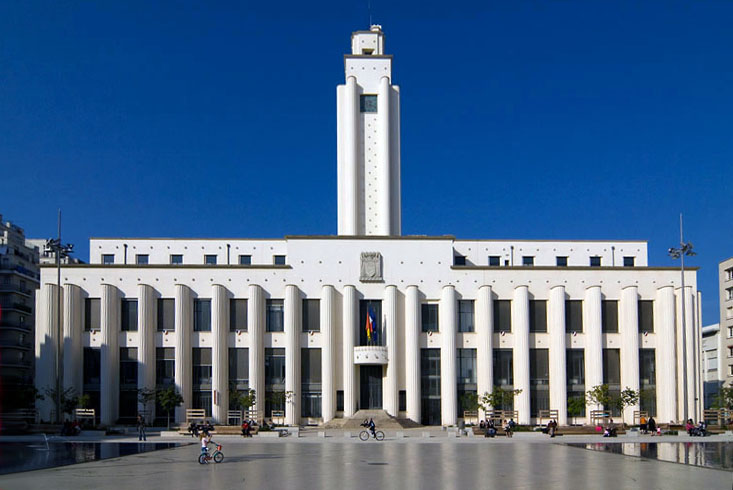
La place Lazare Goujon.

La place fermée en arrière de l'hôtel de ville est initialement nommée place du Nouvel Hôtel de Ville. Elle est ensuite rebaptisée en 1932 place Albert Thomas, puis place maréchal Pétain en 1941, et devient place de la Libération en 1945. Finalement, elle porte depuis 1966 le nom du docteur Lazare Goujon. Cette place rassemblait la population pour les tirs de feux d'artifice du 14 juillet tirés depuis l'hôtel de ville, tandis que sur l'avenue Henri-Barbusse se déroulent les défilés des arts de la rue.

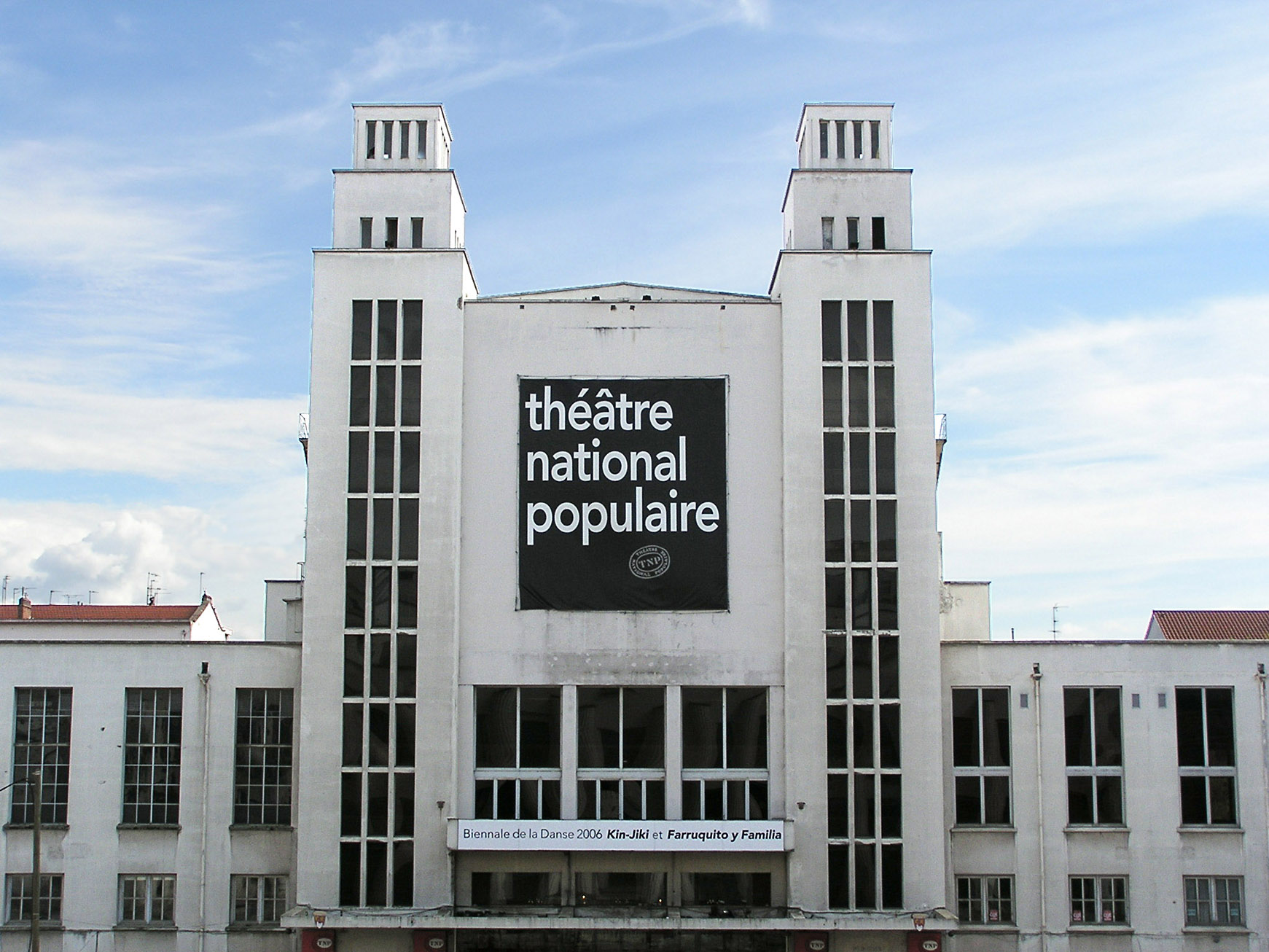
Le TNP. Le palais du Travail occupe l'aile côté droit du bâtiment.

Le changement de municipalité à Villeurbanne en 1935 pour une majorité communiste apportera déboires et procès à Môrice Leroux et à la Société villeurbannaise d’urbanisme. La SVU est menacée de dépôt de bilan après avoir transféré des fonds pour démarrer le Stadium, un équipement sportif de grande envergure hors de son objet de société. La superstructure démarrée en 1933 ne fut jamais achevée et fut détruite en 1962. En conséquence la disponibilité des habitations avait pris du retard.
Les appartements des Gratte-Ciel restent la propriété de la Société villeurbannaise d'urbanisme (SVU) fondée par Lazare Gougon devenue une société d'HLM. Ils sont très majoritairement des T1 et T2, mais ils sont pour quelques-uns repris parce qu'hors-normes et fusionnés en appartements plus grands, le système de construction le permettant facilement par ses cloisons non porteuses.
Le quartier ne prend pour nom Gratte-Ciel que dans les années 1940.
Une synagogue a été construite dans la rue Malherbe en 1963-1964, adossée à un des immeubles. Elle est l’œuvre d’un groupe de jeunes allemands de la RDA sous la direction de l’architecte R. Carpe au titre des réparations morales et matérielles des crimes nazis. Elle accueille la population juive qui s’est installée dans le quartier dans le dernier quart du XXe siècle.
Les petits pavillons qui le bordaient ont disparu pour constituer, à partir de la période 1970, une zone urbanisée sur le côté ouest très dense et aussi haute que les gratte-ciel.
Le chauffage central provient depuis 1978 du Service de chauffage urbain situé à Lyon Part-Dieu. La centrale thermique a été démantelée[Quand ?].
L’hôtel de Ville est inscrit à l’Inventaire supplémentaire des monuments Historiques en 1991. En 1993, une zone de protection du patrimoine architectural, urbain et paysager (ZPPAUP) vise à protéger l’ensemble du quartier des Gratte-Ciel. Elle préconise une valorisation des espaces de circulation par la création de cheminements piétonniers et l’harmonisation des devantures commerciales.
La place du Docteur-Lazare-Goujon a été rénovée entre 2004 et 2006. Un parking est construit sous celle-ci. La surface des bassins a été réduite et ils sont agrémentés de fontaines très basses. Équipée de sièges comme les jardins publics, la place n’est pas particulièrement destinée aux rassemblements de foule.
La Société villeurbannaise d'urbanisme (SVU) a fait intervenir en 2009 l'artiste français Guillaume Bottazzi pour réaliser deux œuvres de 4 mètres par 1 mètre 50, rue Paul Verlaine, sur l'un des gratte-ciel.
Le palais du Travail qui héberge le TNP, jadis « théâtre de la Cité » en 1957 de Roger Planchon, a été rénové totalement de 2008 à 2011 (mise aux normes, accessibilité pour les personnes en fauteuil roulant, reconstruction de la cage de scène) sous la direction des architectes Xavier Fabre et Vincent Speller et Massimo Scheurer.

#### Extension future du quartier
À partir de 2008, un projet d’extension du quartier des Gratte-Ciel vers le nord est lancé. La maîtrise d'ouvrage est déléguée à la Métropole de Lyon, la municipalité n'assure qu'un co-pilotage. La SERL est choisie en tant qu'aménageur, l'agence ANMA en tant urbaniste et architecte et l'atelier Ruelle en tant que maître d’œuvre de l'espace public. Le projet est réalisé au travers d'une zone d'aménagement concerté, créée le 7 février 2011. Le budget de la ZAC en 2016 est de 95 millions d'euros, dont 50 millions financés par le Grand Lyon et 10 millions par Villeurbanne. Le projet s'étend sur sept hectares.
Ce projet vise à relier le quartier des Gratte-Ciel au parc du Centre et sa cheminée, dans la continuité de l'avenue Henri-Barbusse. Il intègre la création de l'école primaire Rosa-Parks, d'un gymnase municipal, la démolition et la reconstruction du lycée Pierre-Brossolette, d'une crèche ainsi que la construction de 900 logement et de commerces de 21 000 m², compris en huit îlots urbains.
Le projet vise à créer une rue piétonne en continuité de l'avenue Henri-Barbusse, ainsi que l'allongement de la rue Racine, ouvert aux flux automobiles. Il intègre également une place piétonne sur un axe Est-Ouest. Enfin il permet l'élargissement de la rue Francis-de-Pressencé au nord.

## Analyse
(juillet 2022).
Le quartier Gratte-Ciel constitue le véritable centre-ville de Villeurbanne. De nombreux commerces se pressent sur l'axe central, constitué par l'avenue Henri Barbusse, et sur son extrémité Nord par le cours Émile Zola. Cette zone est recherchée actuellement et draine ses badauds acheteurs sur un grand périmètre d'immeubles collectifs alors que dans sa première période les pas de porte dans la cité des Gratte-Ciel ont peu été recherchés : l'hypermarché Carrefour situé à proximité a été un des premiers de cette génération de magasins à s'installer dans cette situation (et déclaré le plus rentable de France pour cette société période 1990, source L.S.A). Place Ch. Boursier à proximité un marché est disponible. Le commerce correspond à « l'achat d'impulsion » ordinaire dans des zones piétonnes. (Il faut citer, outre certaines marques nationales, la présence d'un des établissements du brasseur lyonnais, le Ninkasi).

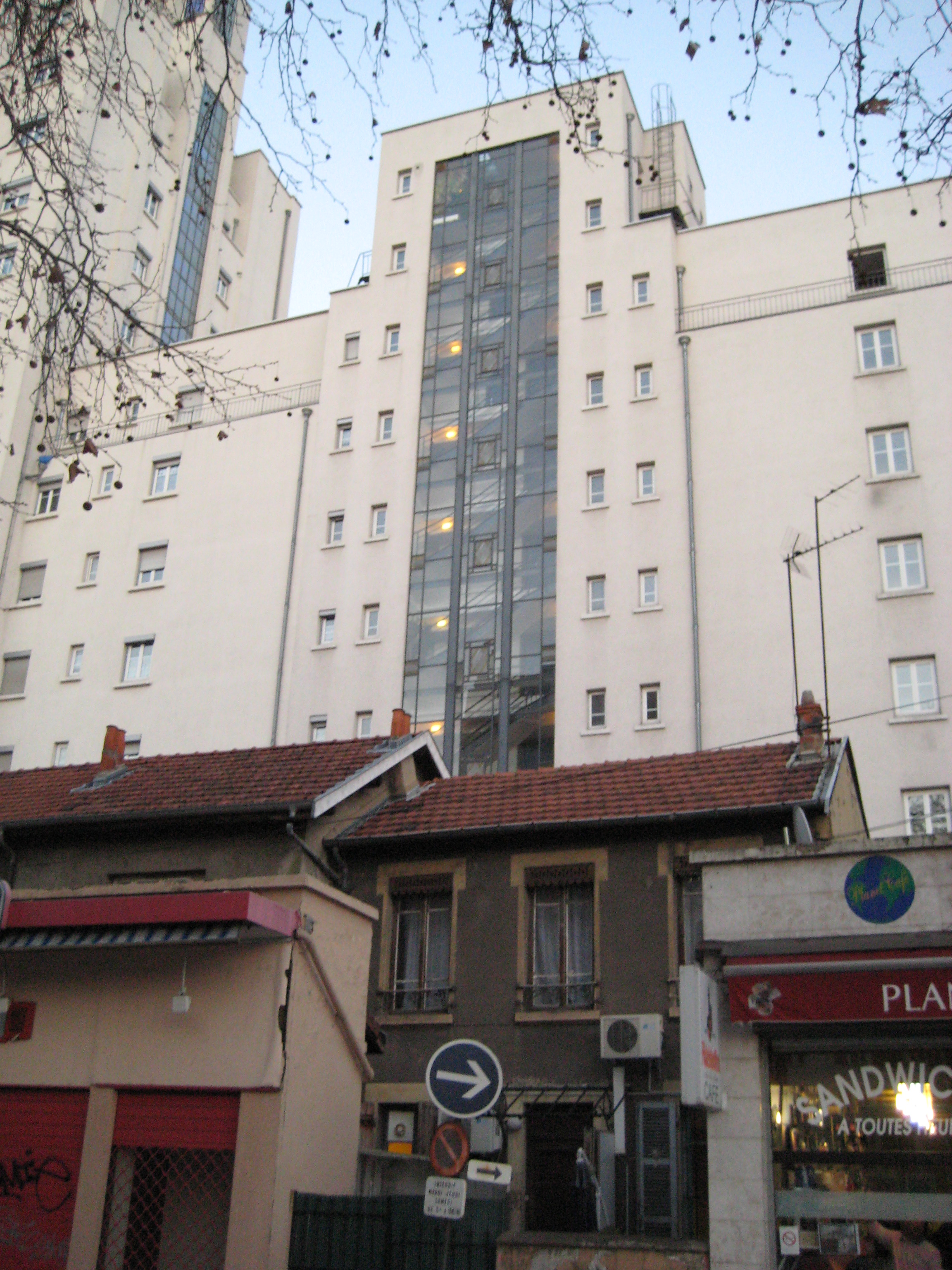
Les petits pavillons de faubourg au pied des immeubles nouveaux.

Ce projet est typique du « socialisme municipal » avec une mise en application des principes de solidarité en société par un urbanisme opérationnel de cité ouvrière : le chauffage est collectif, les terrasses communiquent ensemble, les appartements sont aménagés avec le confort le plus moderne de l’époque (ascenseurs, eau chaude, cuisine électrique, gaine ménagère…). La construction est faite par des coopératives ouvrières (L’Avenir pour le gros-œuvre et L’Union pour le second-œuvre). Les locaux commerciaux restent intégrés aux immeubles, et les abords constituent une zone de promenade et de chalandise plantée d’arbres.
Dans ce secteur mité d’usines, de terrains vagues, de petites propriétés, le périmètre de l’opération est obtenu sans expropriations. Les parcelles qui ont été construites récemment sont maintenues. Les immeubles d’une dizaine d’étages sont donc édifiés à côté de petits pavillons. On remarque qu'il n'y a pas d'église directement insérée dans ce schéma.
Le choix a été posé d’une structure constructive de gratte-ciel. Cette structure a été inventée aux États-Unis avec une symbolique de modernité appropriée aux régions industrielles du Nord-Est, elle forme une architecture particulière où l'arrangement des formes en verticalité remplace l'arrangement des formes à l'horizontale. Les échanges avec cette région des États-Unis  et l'agglomération lyonnaise avaient abouti dès la fin du XIXe siècle à  une relation économique et productive particulière par l'échange de techniques et de marchandises sur les domaines de construction automobile et de fabrication chimique. La construction des édifices du nouveau centre-ville de Villeurbanne doit abriter une cité ouvrière d’environ 1 500 logements.
Les États-Unis, la cité de Tony Garnier, construite exactement à la même époque, occupe un volume similaire au nouveau centre de Villeurbanne. Elle est destinée aux mêmes classes sociales dans le même contexte de terrain vague - terrain agricole en dehors du centre-ville, sur un arrondissement éloigné et peu industrialisé. Les édifices conçus par Tony Garnier à Lyon n’y dépassent pas cinq étages, avec un zonage sélectif initial des circulations piétons et véhicules automobiles, comme il en est question dans toute l’Europe urbaine durant la période d’entre-deux guerres.
L'opération permet à Villeurbanne de faire un choix qui la distingue en intégrant plusieurs fonctions, tandis que des cités HBM. sont aussi construites sur Lyon dans la logique de l'hygiène associée à la charité. Première réalisation en Europe de bâtiments à usage d’habitation d’une telle hauteur, elle est le point de mire de tous les spécialistes de l’époque notamment parce qu’elle est construite en pleine crise économique alors même que les chantiers sont très rares. Le centre ville avec le palais du Travail, l’hôtel de Ville, la nouvelle cité ouvrière pour familles donne la marque de la ville de Villeurbanne par rapport à Lyon : une cité industrielle, essentiellement peuplée d’ouvriers, une cité sociale laïque.

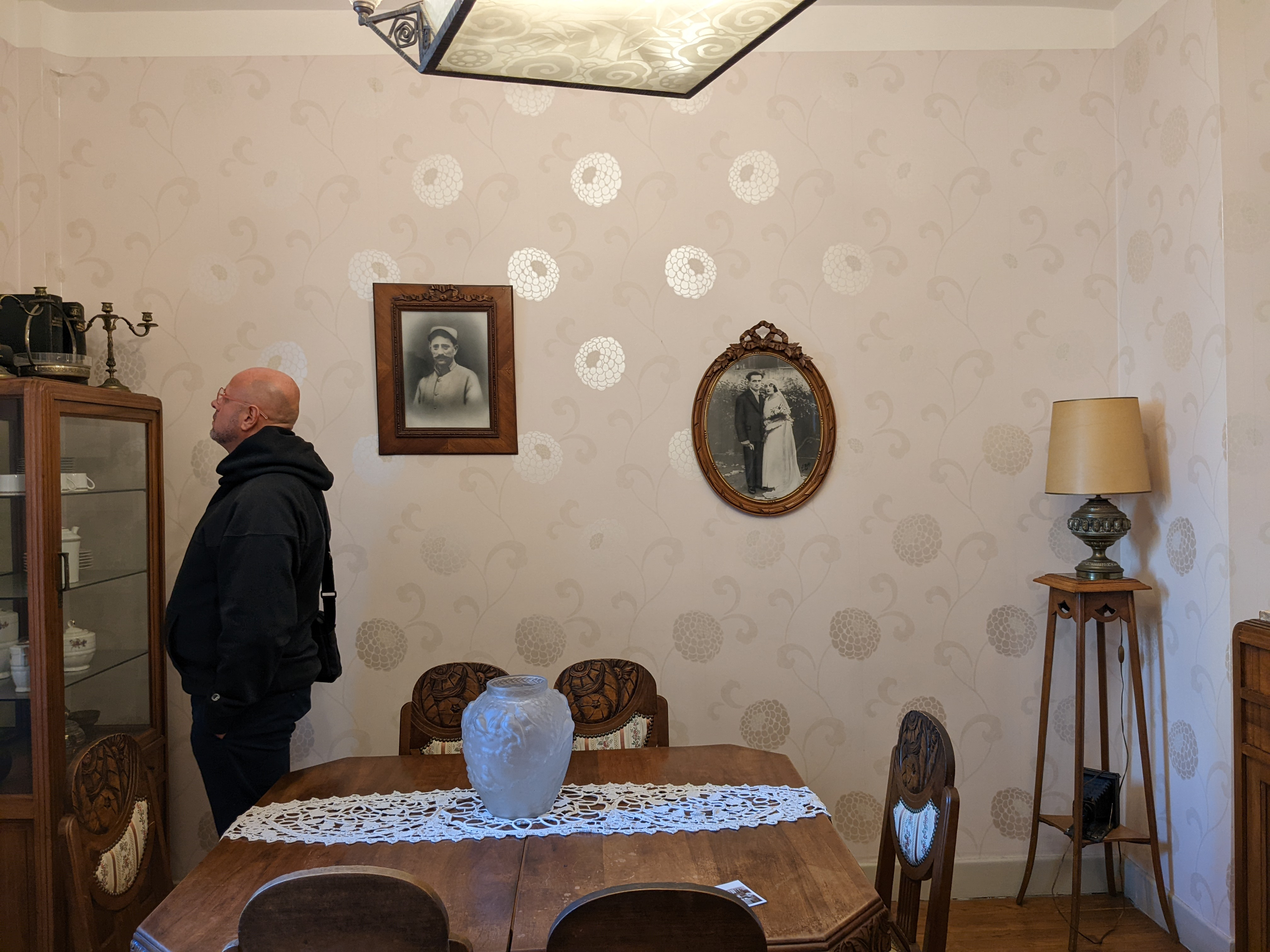
Vue partielle de l'appartement témoin.

## Valorisation patrimoniale

### Appartement témoin
Un appartement témoin, aménagé en 2004 par la ville de Villeurbanne et la Société villeurbannaise d'urbanisme, situé au 15 de l'avenue Henri Barbusse, est occasionnellement ouvert à la visite, notamment lors des Journées européennes du patrimoine ou sur demande,.

### Un témoignage patrimonial unique: le reportage photographique de Jules Sylvestre
La Bibliothèque municipale de Lyon conserve un fonds de quelques 200 photographies négatives sur plaque de verre, issues d'une commande passée au studio Jules Sylvestre par la municipalité de Villeurbanne afin de documenter le chantier du nouveau centre urbain,. Ces photographies, prises entre 1931 et 1936, sont ainsi une source iconographique importante pour l'histoire architecturale et urbaine de Villeurbanne,.

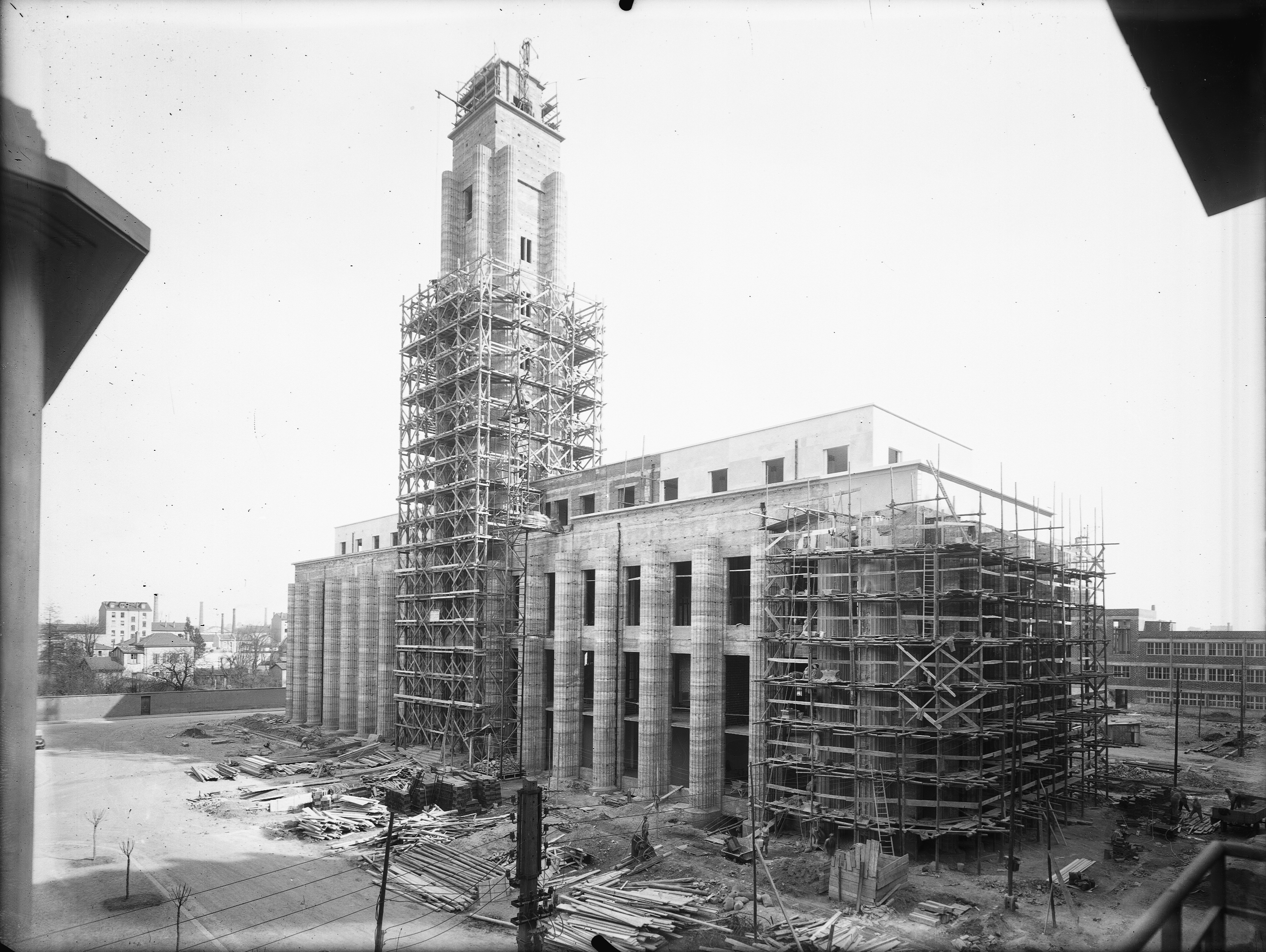
Vue de l'Hôtel de Ville et ses échafaudages lors du chantier, photographie de l'atelier Jules Sylvestre.

Les clichés de la Maison Sylvestre témoignent de l'ampleur et de la modernité du projet urbain à travers leur esthétique. Ils offrent une vision détaillée des étapes du projet, des fondations à l'achèvement des différents bâtiments réalisés, tels que l'Hôtel de Ville, le Palais du Travail ou bien les immeubles de logement sociaux. Ces photographies permettent également de comprendre l'importance de ce chantier d'un point de vue politique, puisqu'elles ont été utilisées pour la promotion institutionnelle du projet. Certaines ont été publiées dans des brochures municipales et le Livre d'Or de Villeurbanne (1934), renforçant l'image d'une ville en pleine mutation, affirmant son indépendance face à Lyon,. D'autres clichés sont publiés dans la presse locale et nationale, preuve de la volonté de Villeurbanne d'exister comme un modèle d'urbanisme moderne et de "socialisme municipal",.
Ces clichés, aujourd'hui conservés à la Bibliothèque municipale de Lyon, sont un témoignage précieux du patrimoine de la ville, permettant de mieux comprendre l'évolution du territoire villeurbannais et la place centrale qu'a occupé le projet des Gratte-Ciel dans la transformation de la ville,. Ce fonds photographique est mis en valeur lors d'expositions et d'initiatives de valorisation du patrimoine local, notamment par Le Rize (Centre Culturel de Villeurbanne). Ce reportage photographique, ainsi que d'autres photographies issues du fonds Jules Sylvestre conservé à la Bibliothèque municipale de Lyon, sont aujourd'hui consultables en ligne via la plateforme "Photographes en Rhône-Alpes", hébergée par Numélyo.